# راجیوف
راجیوف (به لاتین: Radziejów، تلفظ: [raˈd͡ʑejuf]) یک شهرک در لهستان است که در شهرستان راجیوف واقع شده‌است.

## خصوصیات
راجیوف ۵٫۶۹ کیلومترمربع مساحت و ۵٬۷۵۶ نفر جمعیت دارد و ۱۲۴ متر بالاتر از سطح دریا واقع شده‌است.